# Meiningen
Meiningen je město ve Spolkové země Durynsko (Thüringen), které je hlavním městem zemského okresu Šmalkaldy-Meiningen. Je správním sídlem zemského okresu, kulturním a právním centrem jižního Durynska a významným hospodářským centrem regionu. S přidruženými obcemi má správní obec Meiningen 27 844 obyvatel. Město je známé pro svou bohatou divadelní historii. Ekonomice dominuje high-tech průmysl, strojírenství, výroba elektrických zařízení a cestovní ruch.

## Geografie
Sousední obce: Walldorf, Utendorf, Kühndorf, Rohr, Ellingshausen, Obermaßfeld-Grimmenthal, Untermaßfeld, Sülzfeld, Rhönblick, Stepfershausen a Rippershausen.

## Historie
Stopy prvního osídlení byly nalezeny v roce 2015 při archeologickém výzkumu ve starém městě na Töpfemarkt, v nejstarší čtvrti Meiningenu. Byly zde nalezeny sloupové jámy obytných domů a stopy osídlení jako keramika a kamenné nádobí, jako doklad kultury šňůrové keramiky (2800–2200 př. n. l.). Pozůstatky keltského osídlení z doby halštatské (800–450 př. n. l.) byly objeveny v roce 1861 v areálu Anglické zahrady.

### Historie do roku 1680
První zmínka o Meiningenu prochází z roku 982, kdy císař Otta II. předal své královské panství Meiningen v Meiningerské Marce kostelu sv. Petra v Aschaffenburgu. Kolem roku 1000 se započalo se stavbou dodnes existujícího městského kostela Pany Marie. Jindřich II. dal roku 1008 Meningen v léno biskupství Würzburskému, a od té doby spadal celých 534 let pod biskupství Würzburské.
V roce 1153 udělil panovník Meiningenu první listinu s městskými právy. V roce 1222 utrpělo město těžké poškození během ozbrojených konfliktů mezi Würzburským biskupstvím a hrabstvím Henneberg. V roce 1230 byl Meiningen poprvé zmíněn v záznamech jako město (civitas) a v roce 1344 jeho občané získali stejná práva jako občané svobodného císařského města Schweinfurt. Jako člen Ligy jedenácti měst se město účastnilo francké městské války proti würzburskému biskupovi. Mezi léty 1500–⁠1806 byl Meingen součástí Franckého říšského kraje. V roce 1542 se město výměnou s mainberským úřadem dostalo k hrabatům z Hennebergu. Po jejich vymření přešel Meiningen roku 1583 k vévodství Saskému. V 16. a na počátku 17. století dosáhl Meiningen velkého hospodářského rozmachu díky tkaní plátna a barchetu, který však náhle ukončila třicetiletá válka. V roce 1660 se stal Meiningen součástí Sasko-Altenburského vévodství a roku 1672 přešel pod Vévodství Sasko-Gotha.

### 1680–⁠1918
Roku 1680 založil vévoda Bernhard I. samostatné Sasko-Meiningenské vévodství a Meiningen si zvolil jako své hlavní a sídelní město. V roce 1682 začala stavba rezidenčního zámku Elisabethenburg. V roce 1690 založil vévoda také dvorní kapelu, která existuje dodnes. Roku 1782 nechal vévoda Jiří I. vytyčit Anglickou zahradu a zbourat městské opevnění. V roce 1813 se ruská armáda utábořila se 70 000 vojáky a 2 300 důstojníky pod vedením cara Alexandra I. během jeho tažení proti Napoleonovi v Meiningenu a jeho okolí. Vévoda Bernhard II. otevřel roku 1831 první dvorní divadlo. V 19. a 20. století se město díky zřízení několika velkých bank rozvinulo v jedno z nejdůležitějších finančních center v Německu. V roce 1858 získal Meiningen první spojení s německou železniční sítí otevřením Werrské dráhy (Werrabahn). Když bylo vévodství roku 1868 rozděleno na okresy, stal se Meiningen vedle svého statutu hlavního města také okresním městem.
Předposlední vévoda Jiří II. Sasko-Meiningenský spolu s Helene Freifrau von Heldburg (původně herečka, později se stala jeho třetí ženou) a Ludwigem Chronegkem realizovali v letech 1874 až 1890 významnou reformu v oblasti divadelní režie, a představili ji prostřednictvím četných hostujících představení ve velkých městech Evropy.
Roku 1874 byla většina města zničena rozsáhlým požárem. Přestavba byla provedena v klasicistním stylu. V roce 1874 bylo také slavnostně otevřeno Bavorské nádraží v Meiningenu, a provoz tak zahájila trať Meiningen–Schweinfurt provozovaná Bavorskými státními dráhami. V roce 1880 pozval poslední vévoda Jiří II. do Meiningenu dirigenta a skladatele Hanse von Bülowa, který z Meiningenského dvorního orchestru vybudoval špičkové evropské hudební těleso. Ve městě tvořilo mnoho slavných umělců, včetně Johannese Brahmse, Hanse von Bülowa, Richarda Strausse, Josefa Kainze a Maxe Regera. V roce 1909 bylo otevřeno nové dvorní divadlo. V roce 1914 zahájila výrobu hlavní dílna Pruských státních drah (později Reichsbahnausbesserungswerk (RAW), dnes Dampflokwerk Meiningen).

### Meiningen v době NDR
Od roku 1952 do roku 1990 patřil Meiningen do okresu Suhl jako okresní město okresu Meiningen. S výstavbou závodu na mikroelektroniku vznikla v letech 1968 až 1982 nová čtvrť na severu mezi Helbou a Welkershausenem. Město navázalo roku 1988 partnerství s městem Neu-Ulm. Na podzim 1989 bylo město důležitým centrem politických proměn v jižním Durynsku.

### Po znovusjednocení Německa
3. října 1990 se Meiningen stal součástí obnovené spolkové země Durynska. V 90. letech se město opět stalo významným centrem umění a kultury, kterým bylo až do nástupu komunistické vlády NDR v 50. letech. Během velkého stavebního boomu v 90. letech byly postaveny četné obytné komplexy a velké veřejné budovy. V roce 1994 byl Meiningen jmenován okresním městem nově vzniklého okresu Šmalkaldy-Meiningen. Výstavbou dálnice A71 v roce 2003 získalo město přímé napojení na německou dálniční síť.
Nové partnerství měst bylo uzavřeno v roce 2006 s Bussy-Saint-Georges poblíž Paříže ve Francii, v roce 2007 s Obertshausenem (Hesensko) a v roce 2012 s obcí Meiningen ve Vorarlbersku. Společnost Herpf byla založena 1. prosince 2010. Znovuotevřením Volkshausu (Společenského domu) v roce 2018 byla uzavřena důležitá mezera v kulturní nabídce města. 1. ledna 2019 byly do města začleněny obce Walldorf, Wallbach a Henneberg s Einödhausen a Unterharles a 31. prosince 2019 Stepfershausen a Träbes.

## Památky
- Hrad Elisabethenburg, postavený v letech 1682 až 1692, dnes museum
- Kunsthause (Umělecký dům), středověká hrázděná budova, kde se dnes nachází galerie moderního umění
- Divadelní muzeum otevřené v roce 1999
- Anglická zahrada založená Jiřím I. roku 1781
- Evangelický městský kostel, jehož historie sahá do roku 1003
- Anglický park, vytvořený v roce 1792 vévodou Jiřím I.

## Významné osobnosti
- Adelheid Sasko-Meiningenská (1792–1842), britská královna
- Jiří II. Sasko-Meiningenský (1826–1914), předposlední meiningenský vévoda, zasloužil se o slávu dvorního divadla a divadelní reformu

## Galerie

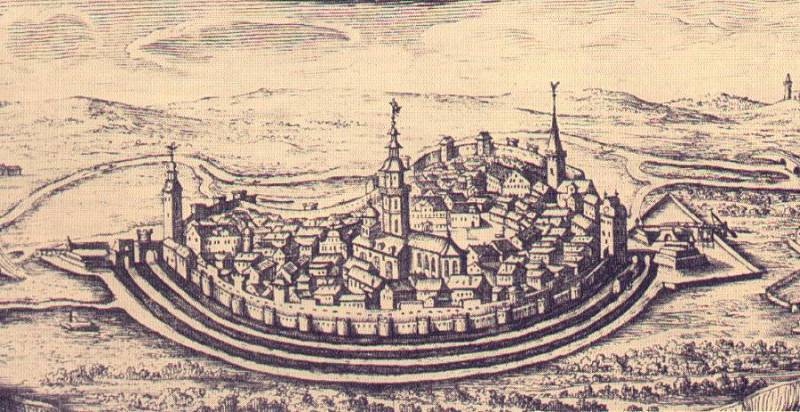
Vyobrazení města z roku 1676
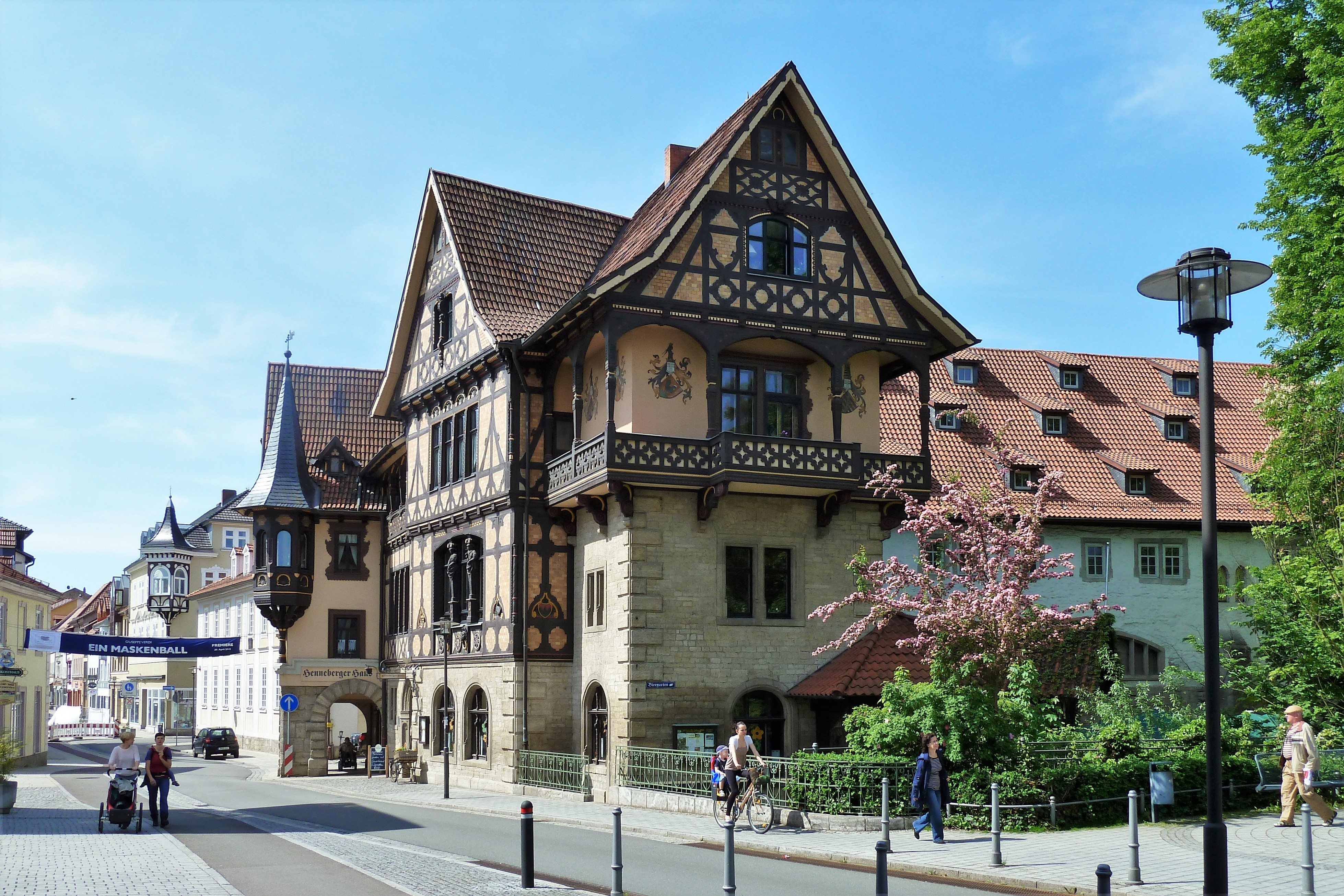
Hennebergerský dům
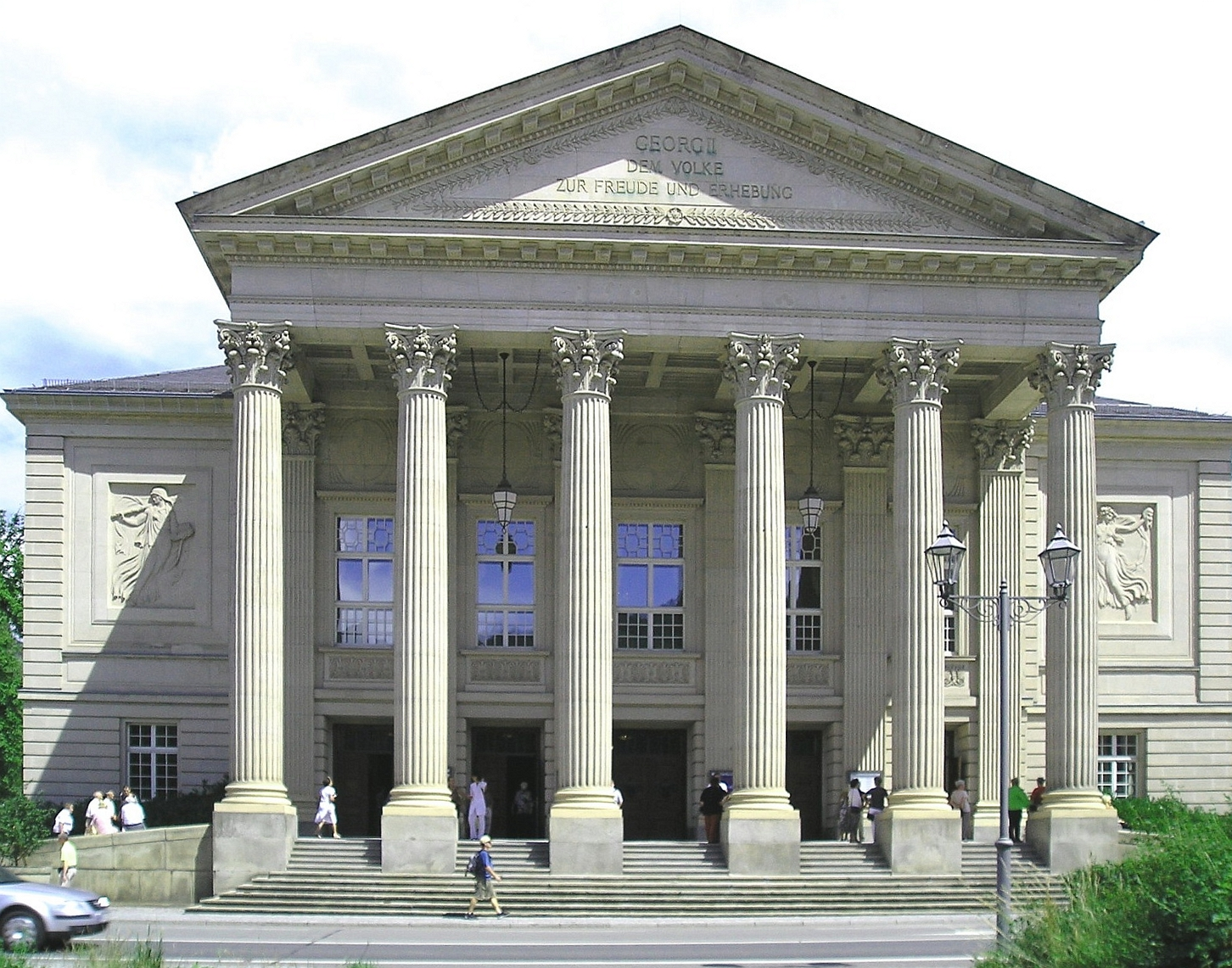
Dvorní divadlo Meiningen z roku 1909
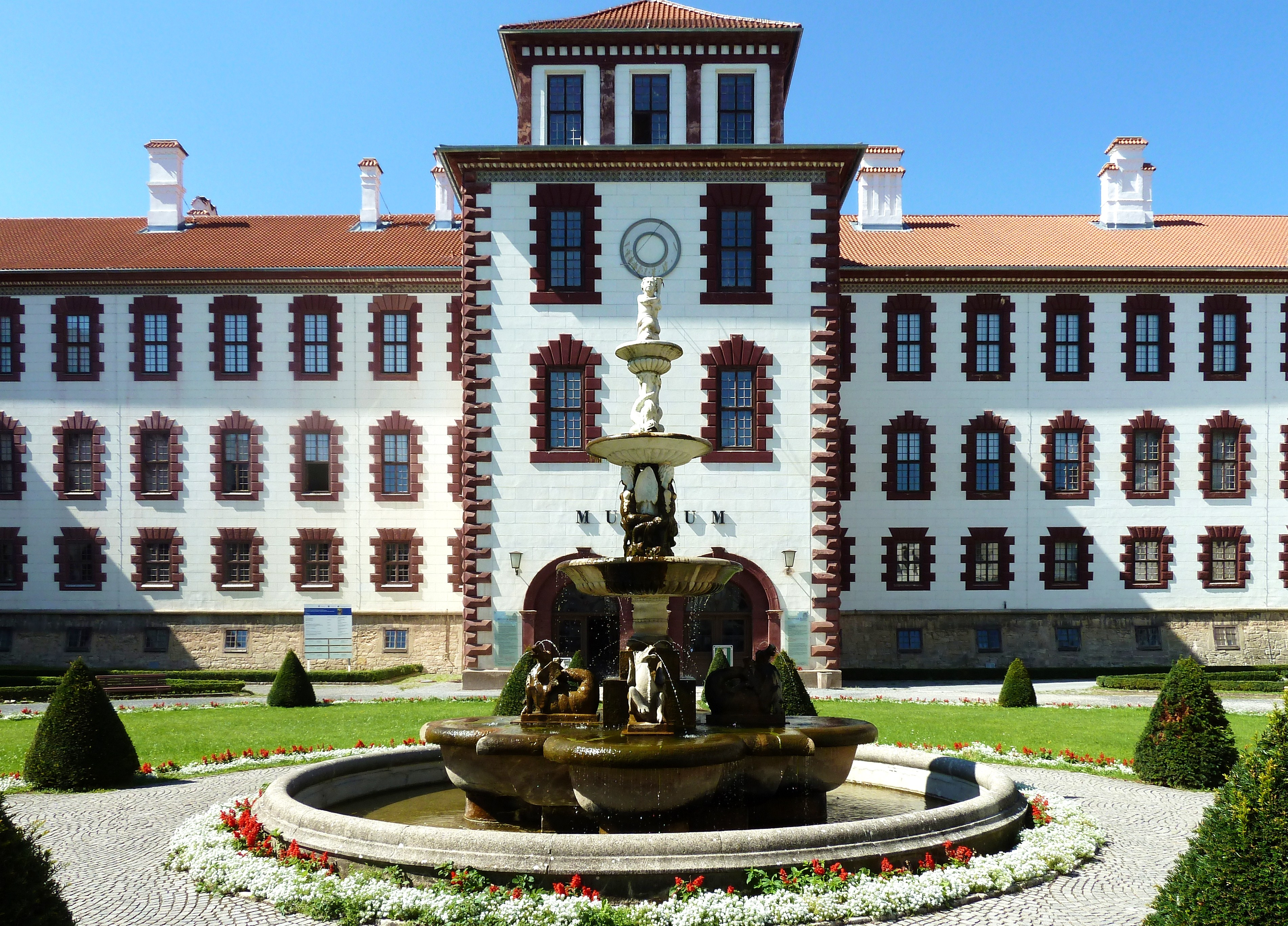
Hrad Elisabethenburg
Hotel Saský dvůr
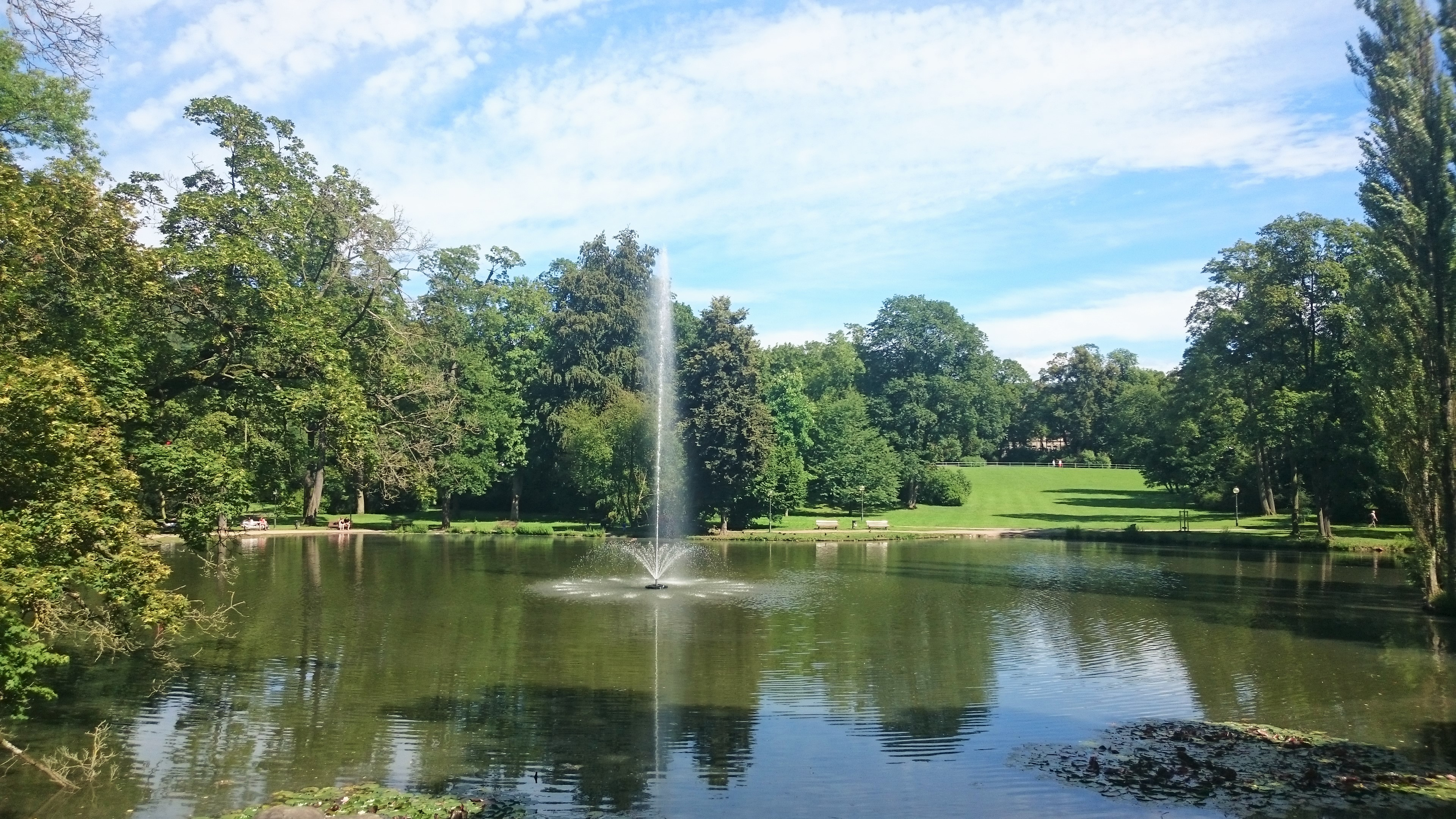
Anglický park založený Jiřím I.
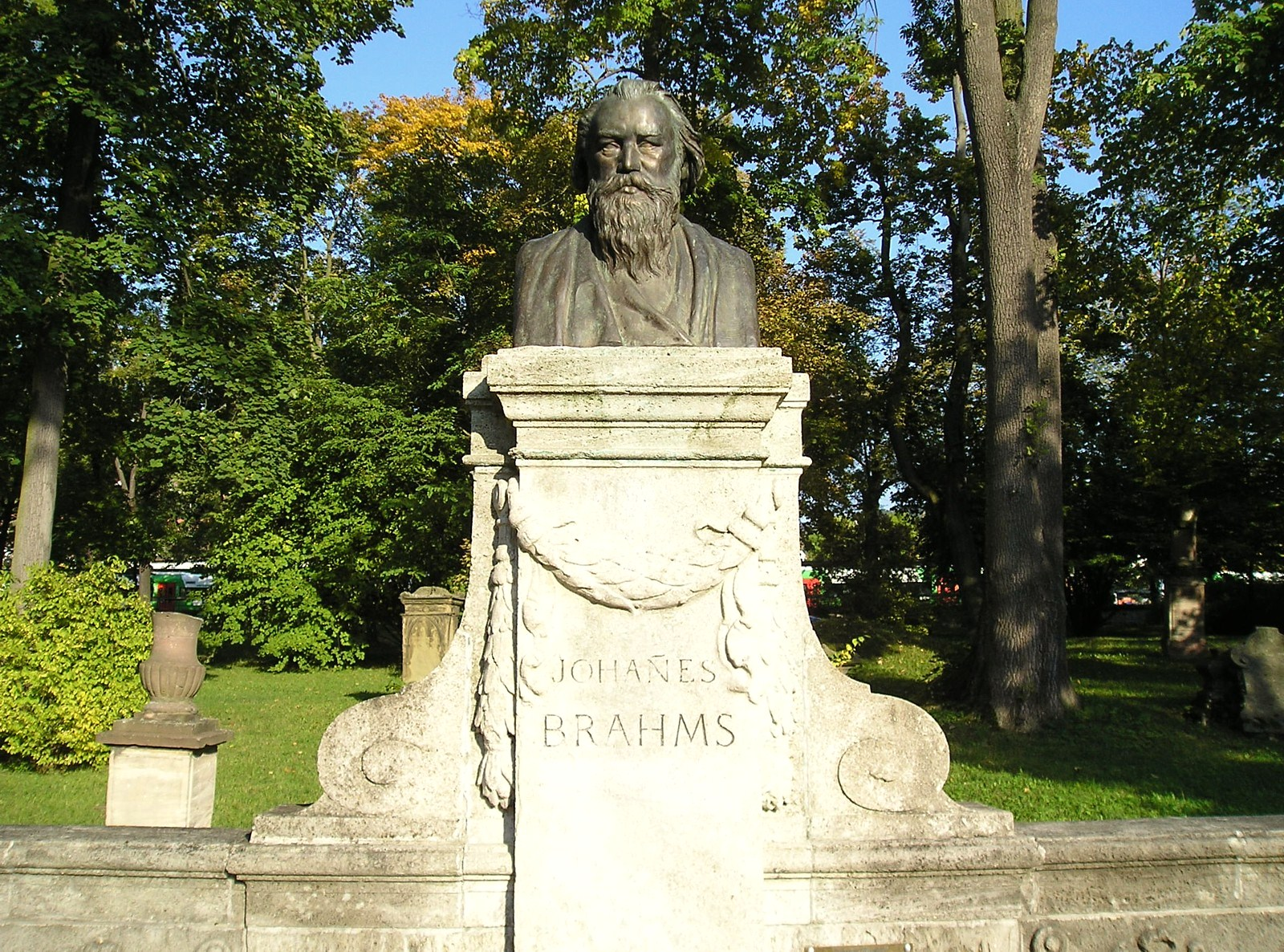
Pomník Johannese Brahmse v Anglické zahradě
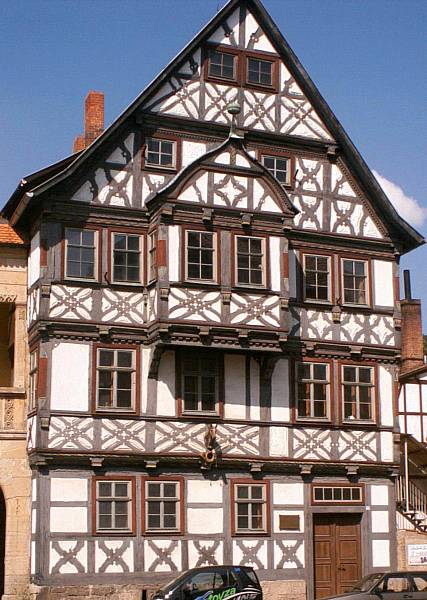
Stará poštovní stanice, dnes Kunsthaus, slouží jako galerie moderního umění